# Couratari atrovinosa
Couratari atrovinosa é uma espécie de planta lenhosa da família Lecythidaceae.
As árvores podem chegar a 35 metros de altura e são nativas do Brasil, porém não endêmicas, sendo encontradas na floresta Amazônica (em florestas de terra firme) nos estados do Amazonas e Rondônia.
Esta espécie está ameaçada por perda de habitat.